# Джен Псакі
Джен Пса́кі, повне ім'я Дже́нніфер Рене́ Пса́кі (також Са́кі, англ. Jennifer Rene «Jen» Psaki; вимовляється [sɑːkiː], нар. 1 грудня 1978, Стемфорд, Коннектикут, США) — американська політична діячка польсько-грецького походження, прессекретарка Білого дому з 20 січня 2021 до 13 травня 2022 року. Раніше ― речниця Державного департаменту США і директорка з комунікацій Білого дому Барака Обами.

## Життєпис
Народилася 1 грудня 1978 в Стемфорді, штат Коннектикут. Має грецьке та польське коріння. Закінчила англ. Greenwich High School в 1996 і дослідницький університет Коледжу Вільяма і Мері 2000 року. Навчаючись в університеті, була членкинею студентського жіночого об'єднання Chi Omega, займалася плаванням на спині.
З 2010 одружена з Грегорі Мечером (англ. Gregory Mecher).

### Політична кар'єра
Псакі почала свою політичну кар'єру 2001 року, беручи участь в кампанії перевиборів кандидатів від Демократичної партії в штаті Айова Тома Гаркіна і Тома Вілсека. Потім стає заступником прессекретаря в передвиборчій кампанії Джона Керрі в 2004 році. У 2005–2006 роках Джен Псакі працювала директоркою зі зв'язків з громадськістю у члена Палати представників Джозефа Краулі і місцевим прессекретаркою Виборчого комітету Демократичного конгресу.
Під час президентської кампанії 2008 Псакі була мандрівною прессекретаркою сенатора Барака Обами. Після перемоги Обами на виборах обійняла посаду заступниці прессекретаря і потім стала директоркою 19 грудня 2009. Дженніфер Псакі втратила цю посаду 22 вересня 2011, ставши старшим віцепрезидентом і керівною директоркою відділу зв'язків з громадськістю фірми Global Strategy Group у Вашингтоні.
2012 року Псакі повертається в політику як прессекретарка Барака Обами на виборах 2012 року.
11 лютого 2013 року Псакі стала офіційною представницею Державного департаменту США. Її призначення в Державний департамент викликало чутки, що надалі вона може зайняти посаду прессекретарки Білого дому після відходу Джея Карні, однак це місце зайняв Джош Ернест.
2015 року вона повернулася до Білого дому як директорка з комунікацій і залишилася на цій посаді до кінця президентства Обами.
7 лютого 2017 року Псакі почала працювати політичною коментаторкою на CNN, однак у листопаді 2020 покинула телеканал, долучившись до президентської кампанії Байдена.
28 листопада 2020 року обраний президент Джо Байден заявив, що Псакі буде прессекретаркою Білого дому із січня 2021 року.
Обійняла посаду 20 січня 2021 року.
5 травня 2022 року Білий дім повідомив, що Псакі піде з посади 13 травня, а її наступницею буде перша заступниця прессекретаря Карін Жан-П'єр. Очікується, що після цього Псакі працюватиме на телеканалі MSNBC.

## Псакі та російсько-український конфлікт

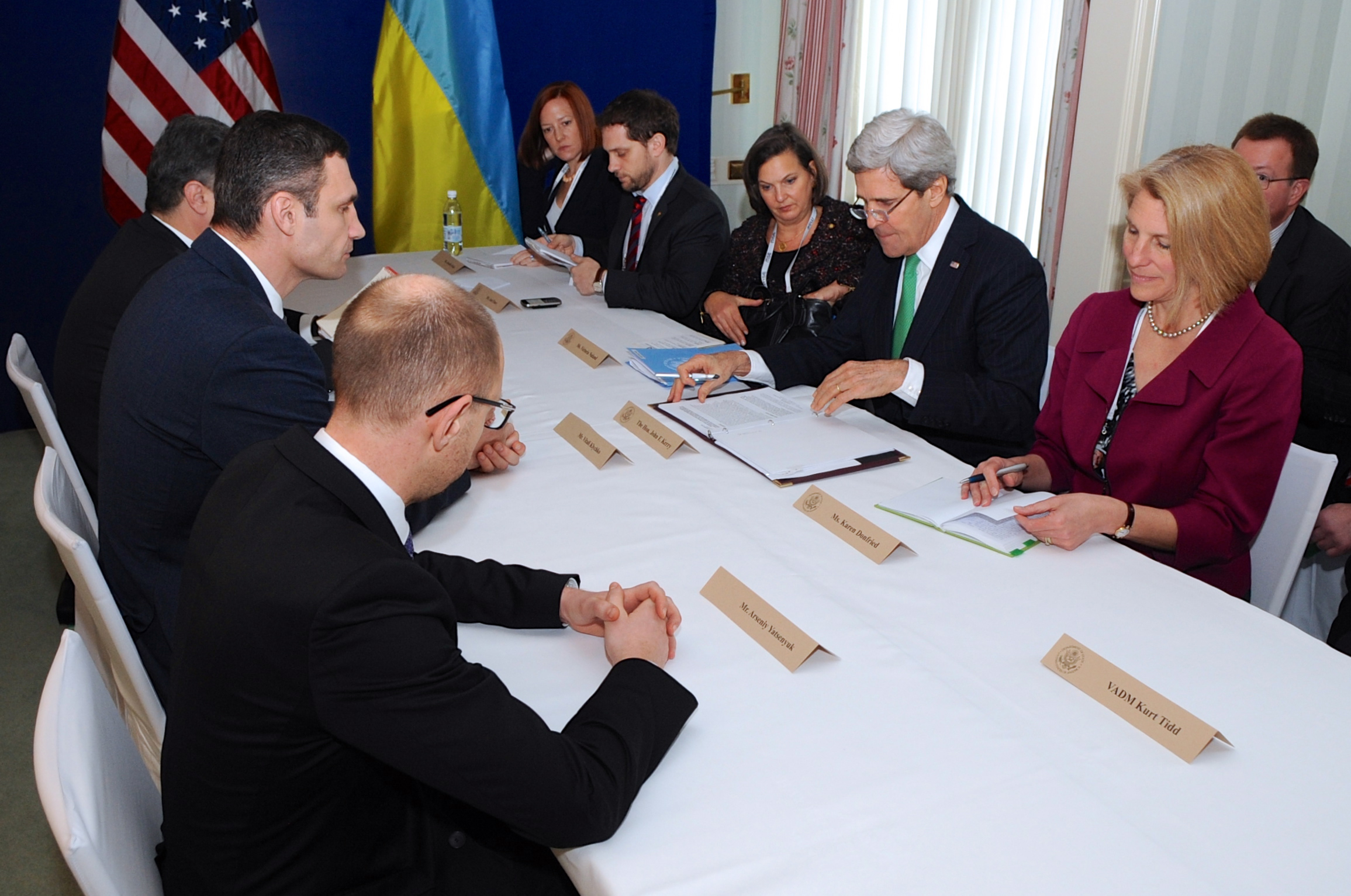
Зустріч Джона Керрі з представниками Євромайдану (Порошенко, Кличко, Яценюк) за участі Псакі. Мюнхен, 2014

Бувши речницею Державного департаменту США протягом 2014—2015 років, Псакі критикувала дії Росії щодо України, робила однозначні та різкі заяви на підтримку України, наприклад, що Росія використовує газ як політичну зброю, перекидає війська в Україну та зриває перемир'я у лютому 2015 року.
Під час пресконференції в травні 2014, присвяченій «референдумам про самовизначення» Донецької та Луганської областей України, Джен Псакі заявила про «карусельні механізми голосування», але не змогла пояснити це поняття. Після цього була розкритикована російськими медіа та високопосадовцями.
Відомий російський пропагандист Дмитро Кисельов заявив про існування терміну «псакінг» нібито на «позначення неперевірених заяв американців».
Коли у червні 2014 року міністр закордонних справ Андрій Дещиця втрапив в скандал, заспівавши Путін — хуйло!, аби заспокоїти протестувальників під російським посольством, Псакі публічно захистила його. Офіційна позиція Держдепу була стриманою, але на питання журналіста додала, що «він особисто вирушив до посольства, щоб заспокоїти протестувальників, і домігся цього». Того ж місяця з'явилися чутки про її звільнення, однак Псакі написала два твіти (англійською і російською), де спростувала ці чутки і порівняла себе «з сильною демократичною Україною».
Вона неодноразово коментувала напади російських ЗМІ, кажучи, що стала жертвою російської пропаганди.
|                                         | Росії неприємно, що США засуджують її незаконні дії, її агресію на Україні ... Саме тому мішенню стала я – як офіційний представник держсекретаря я озвучую неприємну для Росії позицію |
| — Джен Псакі, інтерв'ю виданню «Meduza» | |

## Особисте життя
2010 року Псакі вийшла заміж за Грегорі Мечера (англ. Gregory Mecher), заступника фінансового директора DCCC. Мають двох дітей.